# Hans Heinrich XI von Hochberg
Il Duca e Principe Hans Heinrich XI von Hochberg (Berlino, 10 settembre 1833 – Dresda, 14 agosto 1907) è stato un generale e imprenditore tedesco.

## Biografia
Apparteneva ad un'antica e nobile famiglia della Slesia, grandemente dotata dagli elettori del Brandenburgo sin dal Cinquecento e nota sia dall'XI secolo in quanto il suo capostipite era un gentiluomo coppiere di Alberto l'Orso. Un altro membro della famiglia era stato amico personale di Corrado di Masovia, che gli aveva donato alcuni territori presso Białowieża. I conti di Hochberg possedevano, oltre a questo principale titolo, anche quelli di principi di Pless e di baroni di Fürstenstein.
Come molti membri della sua famiglia, fu educato in una scuola militare prussiana, dalla quale uscì come tenente degli ussari. Combatté durante la guerra austro-prussiana, giungendo al grado di colonnello.
Lasciato il servizio militare, ebbe un'intensa vita a corte, divenendo gentiluomo di camera di Guglielmo I e amico personale del cancelliere Otto von Bismarck; entrato nella cerchia dei fedelissimi di Bismarck, appoggiò pienamente i progetti di questi riguardo al Kulturkampf, l'espansione coloniale (della quale fu uno dei maggiori promontori) e soprattutto della conversione dell'aristocrazia tedesca (e soprattutto prussiana), in una aristocrazia, oltre che feudale anche imprenditoriale, come in Gran Bretagna, cercando di diminuire e liquidare il potere dell'alta borghesia nel commercio.
Deputato alla Camera dei Signori di Prussia, fu uno dei fondatori del "Partito Liberale-Nazionale Tedesco" e fu gestore di un importante rete industriale e imprenditoriale da lui diretta, che l rese il secondo uomo più ricco della Germania dopo Friedrich Krupp. Fu definito da Siegfried von Roedern "l'uomo più ricco che tra i ricchi meno esercitò la sua influenza".
Lasciata momentaneamente la direzione del suo partito a Vittorio di Hohenlohe-Ratibor, si impegnò attivamente come ufficiale di stato maggiore nella guerra franco-prussiana, venendo promosso brigadier generale. Insieme al politico Moritz Karl Henning von Blanckenburg, riuscì a salvaguardare dal saccheggio alcuni importanti reperti riposti nel castello di Amboise e dei capolavori artistici al museo del Louvre.
Dopo la guerra lasciò ogni attività politica e si ritirò nella sua campagna presso Bialoweza, dove si dedicò alla caccia al bisonte e ad alcune personali riforme a favore dei contadini che abitavano nei suoi grandi feudi sia a Bialoweza, oggi tra Polonia e Bielorussia, che all'epoca era territorio russo, sia in Slesia e in Turingia.

## Famiglia
Hans Heinrich sposò il 15 gennaio 1857 Marie von Kleist (1º ottobre 1828; † 17 gennaio 1883). La coppia ebbe i seguenti figli:
- Hans Heinrich XV (23 aprile 1861; † 31 gennaio 1938)

∞ 8 dicembre 1891 (divorzio 1922) Mary-Theresa (Daisy) Cornwallis-West (1873-1943)
∞ 25 gennaio 1925 (annullato nel 1934) Clotilde de Silva y Gonzalez de Candamo (19 luglio 1898; † 12 dicembre 1978)
- Ida Luise (29 luglio 1863; † 7 maggio 1938) ∞ 10 settembre 1881 Federico II di Solms-Baruth (24 giugno 1853; † 31 dicembre 1920)
- Konrad Eduard (21 marzo 1867; † 17 agosto 1934)
- Friedrich Maximilian (3 maggio 1868; † 16 settembre 1921) ∞ 24 gennaio 1905 Hon. Caroline Burke-Roche (*17 ottobre 1857; † 8 novembre 1940)
- Wilhelm Bolko Emanuel (15 dicembre 1886; † 24 maggio 1934) ∞ 21 giugno 1909 Anna Marie von Arnim (6 ottobre 1886; † 1º novembre 1984)
- Anne (24 febbraio 1888; † 13 novembre 1966) ∞ 29 marzo 1913 Hermann Graf zu Solms-Baruth (11 ottobre 1888; † 7 maggio 1961)

## Albero genealogico
|                                                     |                             |                                                | Genitori                                  |  |  | Nonni |  |  | Bisnonni                     |  |  | Trisnonni                     |  |
|                                                     |                             |                                                |                                           |  |  |       |  |  | Hans Heinrich V von Hochberg |  |  | Hans Heinrich IV von Hochberg |  |
|                                                     |                             |                                                |                                           |  |  |       |  |  | Hans Heinrich V von Hochberg |  |  | Hans Heinrich IV von Hochberg |  |
|                                                     |                             | Luisa Federica di Stolberg-Stolberg            |                                           |  |  |       |  |  | Hans Heinrich V von Hochberg |  |  |                               |  |
| Hans Heinrich VI von Hochberg                       |                             |                                                |                                           |  |  |       |  |  | Hans Heinrich V von Hochberg |  |  |                               |  |
|                                                     |                             | Cristina Enrichetta Luisa di Stolberg-Stolberg | Cristoforo Luigi di Stolberg-Stolberg     |  |  |       |  |  |                              |  |  |                               |  |
|                                                     |                             | Cristina Enrichetta Luisa di Stolberg-Stolberg | Cristoforo Luigi di Stolberg-Stolberg     |  |  |       |  |  |                              |  |  |                               |  |
|                                                     |                             | Cristina Enrichetta Luisa di Stolberg-Stolberg | Luisa Carlotta di Stolberg-Rossla         |  |  |       |  |  |                              |  |  |                               |  |
| Hans Heinrich X von Hochberg, I principe di Pless   |                             | Cristina Enrichetta Luisa di Stolberg-Stolberg |                                           |  |  |       |  |  |                              |  |  |                               |  |
|                                                     |                             | Federico Ermanno di Anhalt-Köthen-Pleß         | Augusto Luigi di Anhalt-Köthen            |  |  |       |  |  |                              |  |  |                               |  |
|                                                     |                             | Federico Ermanno di Anhalt-Köthen-Pleß         | Augusto Luigi di Anhalt-Köthen            |  |  |       |  |  |                              |  |  |                               |  |
|                                                     |                             | Federico Ermanno di Anhalt-Köthen-Pleß         | Emilia di Promnitz-Pless                  |  |  |       |  |  |                              |  |  |                               |  |
| Anna Emilia di Anhalt-Köthen-Pless                  |                             | Federico Ermanno di Anhalt-Köthen-Pleß         |                                           |  |  |       |  |  |                              |  |  |                               |  |
|                                                     |                             | Luisa Ferdinanda di Stolberg-Wernigerode       | Enrico Ernesto II di Stolberg-Wernigerode |  |  |       |  |  |                              |  |  |                               |  |
|                                                     |                             | Luisa Ferdinanda di Stolberg-Wernigerode       | Enrico Ernesto II di Stolberg-Wernigerode |  |  |       |  |  |                              |  |  |                               |  |
|                                                     |                             | Luisa Ferdinanda di Stolberg-Wernigerode       | Anna di Anhalt-Köthen                     |  |  |       |  |  |                              |  |  |                               |  |
| Hans Heinrich XI von Hochberg, II principe di Pless |                             | Luisa Ferdinanda di Stolberg-Wernigerode       |                                           |  |  |       |  |  |                              |  |  |                               |  |
|                                                     | Arend Friedrich von Stechow | Friedrich Wilhelm von Stechow                  |                                           |  |  |       |  |  |                              |  |  |                               |  |
|                                                     | Arend Friedrich von Stechow | Friedrich Wilhelm von Stechow                  |                                           |  |  |       |  |  |                              |  |  |                               |  |
|                                                     | Arend Friedrich von Stechow | Marie Elisabeth von Broesigke-Ketzür           |                                           |  |  |       |  |  |                              |  |  |                               |  |
| Friedrich Ludwig Wilhelm von Stechow                | Arend Friedrich von Stechow |                                                |                                           |  |  |       |  |  |                              |  |  |                               |  |
|                                                     |                             | Dorothea Hildebrandt                           | Zacharias Friedrich Hildebrandt           |  |  |       |  |  |                              |  |  |                               |  |
|                                                     |                             | Dorothea Hildebrandt                           | Zacharias Friedrich Hildebrandt           |  |  |       |  |  |                              |  |  |                               |  |
|                                                     |                             | Dorothea Hildebrandt                           | Charlotte Dorothea Goessler               |  |  |       |  |  |                              |  |  |                               |  |
| Ida von Stechow                                     |                             | Dorothea Hildebrandt                           |                                           |  |  |       |  |  |                              |  |  |                               |  |
|                                                     |                             | Carl Wilhelm Friedrich Leopold von der Recke   | Wilhelm Christian von der Recke           |  |  |       |  |  |                              |  |  |                               |  |
|                                                     |                             | Carl Wilhelm Friedrich Leopold von der Recke   | Wilhelm Christian von der Recke           |  |  |       |  |  |                              |  |  |                               |  |
|                                                     |                             | Carl Wilhelm Friedrich Leopold von der Recke   | Sophie Dorothea Friederike von Rochow     |  |  |       |  |  |                              |  |  |                               |  |
| Caroline von der Recke                              |                             | Carl Wilhelm Friedrich Leopold von der Recke   |                                           |  |  |       |  |  |                              |  |  |                               |  |
|                                                     |                             | Ottina von Eickstädt-Peterswaldt               | Friedrich Wilhelm von Eickstädt           |  |  |       |  |  |                              |  |  |                               |  |
|                                                     |                             | Ottina von Eickstädt-Peterswaldt               | Friedrich Wilhelm von Eickstädt           |  |  |       |  |  |                              |  |  |                               |  |
|                                                     |                             | Ottina von Eickstädt-Peterswaldt               | Helene Juliane von Peterswald             |  |  |       |  |  |                              |  |  |                               |  |
|                                                     |                             | Ottina von Eickstädt-Peterswaldt               |                                           |  |  |       |  |  |                              |  |  |                               |  |